# Siegfried Purner
Siegfried Purner (16 de fevereiro de 1915 - 10 de fevereiro de 1944) foi um handebolista de campo austríaco, medalhista olímpico.
Fez parte do elenco vice-campeão olímpico de handebol de campo nas Olimpíadas de Berlim de 1936, atuando em duas partidas.